# دلیله (ترانه تام جونز)
«دلیله» (به انگلیسی: Delilah) یا «دیلایلا» ترانه‌ای از تام جونز است. شعر دلیله را بری میسن و سیلوان ویتینگام سروده‌اند و آهنگساز آن لِز رید است. میسن و رید در سال ۱۹۶۸ جایزهٔ آیور نوولوی بهترین شعر و موسیقی را برای این ترانه دریافت کردند.
«دلیله» که یکی از آثار موفق تام جونز به‌شمار می‌آید در زمان انتشارش در چند کشور از جمله سوئیس، آلمان، هلند و بلژیک شماره ۱ جدول‌های فروش موسیقی بود. این ترانه در مارس ۱۹۶۸ تا ردهٔ دوم جدول‌های فروش بریتانیا صعود کرد و ششمین تک‌آهنگ پرفروش آن سال شد.
ترانهٔ «دلیله» در ولز (زادگاه تام جونز) سرود محبوب و نمادین هواداران تیم ملی راگبی آن کشور است. در سال ۲۰۱۴ دافید ایوان خوانندهٔ فولک و رهبر پیشین حزب ملی ولز از مردم درخواست کرد به‌خاطر این‌که ترانهٔ «دلیله» خشونت خانگی را ترویج می‌کند، خواندن آن در ورزشگاه‌ها را متوقف کنند. اشارهٔ او به متن ترانه است؛ جایی که راوی به خانه می‌رود و با چاقو معشوقه‌اش (دلیله) را می‌کشد. تام جونز در واکنش به این صحبت‌ها از اثرش دفاع کرد گفت «این ترانه فقط یک چیزی که در زندگی اتفاق می‌افتد را توصیف می‌کند».